# Monophtalmie
« Borgne » redirige ici. Pour les autres significations, voir Borgne (homonymie).
La monophtalmie désigne en médecine le fait de ne voir que d'un œil. Les êtres vivants touchés par la monophtalmie sont couramment appelés borgnes. Les causes de monophtalmie sont très diverses : congénitales, traumatiques, fonctionnelles, organiques.

## Stéréotype
- Dans de nombreuses œuvres de fiction, le borgne est très souvent représenté comme un personnage mauvais, sinistre et brutal, ayant un rôle de méchant.
- Le cyclope est l'archétype du monophtalme dans la mythologie grecque antique.
- Dans certaines mythologies, le borgne est synonyme de savoir : Odin (mythologie nordique)…
- L'imagerie populaire a particulièrement associé le fait d'être borgne (avec cache-œil) avec les pirates, trait type qui inclut le manque d'une main (avec crochet) et d'une jambe (avec jambe de bois).

## Personnalités borgnes

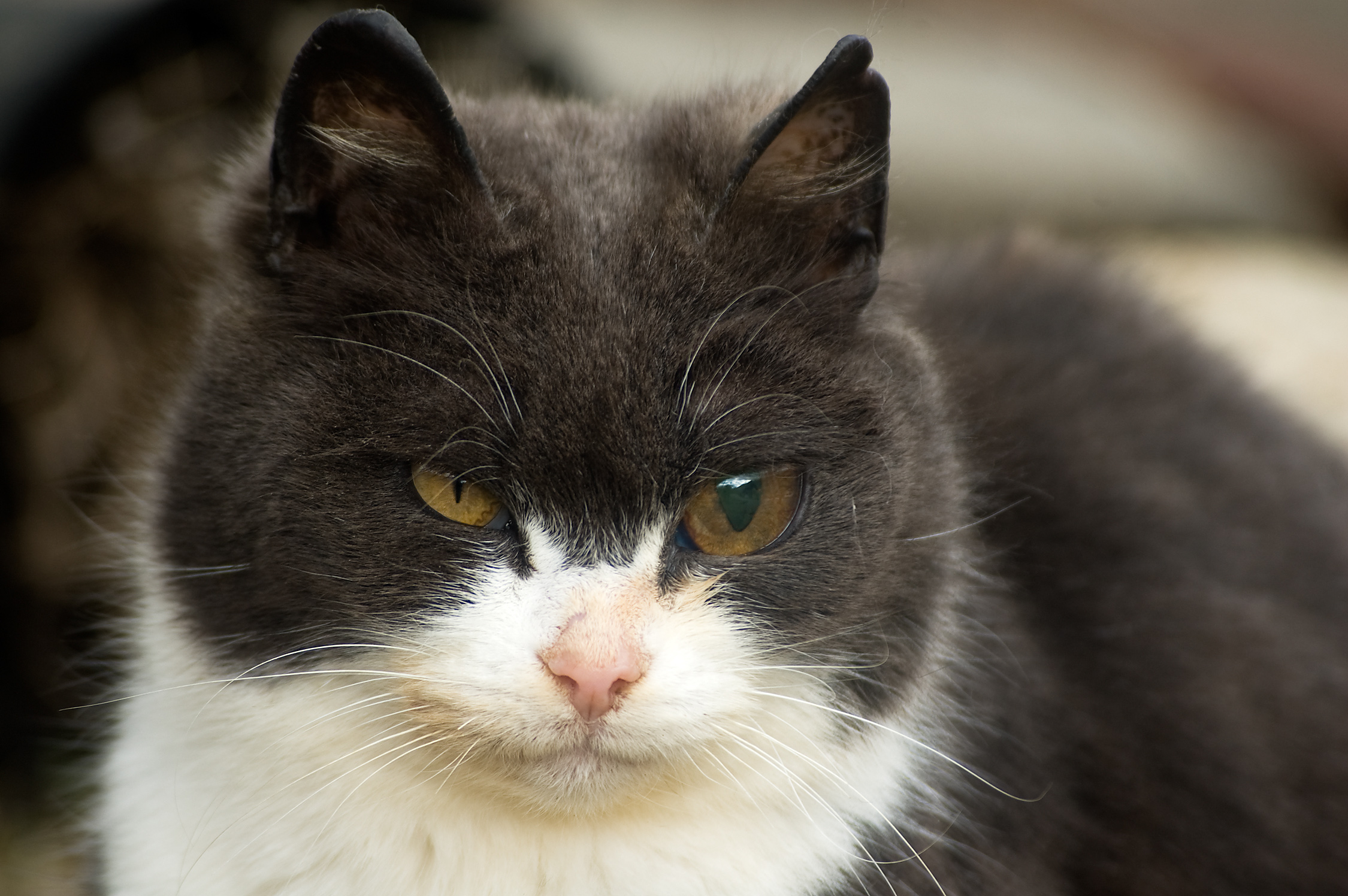
Un chat borgne avec une prothèse oculaire.

- Antigone le Borgne (-384 / -301), général macédonien.
- Philippe II (-382/-336), roi de Macédoine de la dynastie des Argéades, père d'Alexandre le Grand.
- Hannibal Barca (-247 / -183), général et homme politique carthaginois.
- Ibrahim an-Nakha'i (666-714), juriste et transmetteur de ahadith.
- Philippe II de France (1165-1223), roi de France (1165-1223).
- Jan Žižka (1370-1424), chef de guerre des Taborites pendant les croisades contre les hussites.
- Bartolomeo d'Alviano (1455-1515), condottiere et chef de guerre italien.
- Luís de Camões (1524-1580), poète portugais.
- Louis III de Bourbon-Condé (1668-1710), prince du sang français (borgne à la suite d'un accident de chasse).
- Louis IV Henri de Bourbon-Condé (1692-1740), pair de France et fils du précédent (borgne de naissance).
- Mikhaïl Koutouzov (1745-1813), général en chef des armées de Russie.
- Horatio Nelson (1758-1805), vice-amiral britannique.
- Baïssangour de Benoï (1794-1861), militaire, résistant et homme d'État tchétchène.
- William Clarke (1798-1856), joueur de cricket et directeur sportif anglais.
- Robert Wilhelm Bunsen (1811-1899), chimiste allemand.
- George du Maurier (1834-1897), écrivain et dessinateur britannique.
- Giuseppe Abbati (1836-1868), peintre italien du mouvement des Macchiaioli.
- Léon Gambetta (1838-1882), homme politique français.
- Julius Oscar Brefeld (1839-1925), botaniste et un mycologue allemand.
- Emmanuel de Crussol d'Uzès (1842-1872), militaire et homme politique français.
- Gabriele D'Annunzio (1863-1938), écrivain italien.
- David Bourliouk (1882-1967), artiste né en Ukraine, à l'époque dans l'Empire russe.
- Archibald  Wavell (1883-1950) Général britannique.
- Vincent Auriol (1884-1966), homme d'État français.
- Raoul Walsh (1887-1980), réalisateur américain
- Herbert Morrison (1888-1965), homme politique britannique.
- Fritz Lang (1890-1976), réalisateur allemand.
- Honoré Barthélémy (1891-1964), cycliste français.
- Xavier Vallat (1891-1972), avocat, journaliste et homme politique français.
- John Ford (1894-1973), réalisateur et producteur de cinéma américain.
- Gustave Biéler (1904-1944), agent canadien du service secret britannique Special Operations Executive pendant la Seconde Guerre mondiale.
- Jean-Paul Sartre (1905-1980), philosophe français.
- Claus von Stauffenberg (1907-1944), officier allemand de la Wehrmacht, une des figures centrales de la résistance militaire contre le national-socialisme.
- Tex Avery (1908-1980), réalisateur américain.
- Gholam Hossein Banan (1911-1986), musicien et chanteur iranien.
- Nicholas Ray (1911-1979), réalisateur américain.
- André de Toth (1913-2002), réalisateur américain.
- Moshe Dayan (1915-1981), militaire et homme politique israélien.
- Yehoshua Bar-Hillel (1915-1975), philosophe, linguiste et mathématicien israélien.
- Eli Wallach (1915-2014), acteur américain.
- Saburo Sakai (1916-2000), as de l'aéronavale japonaise pendant la Seconde Guerre mondiale.
- Paul Aussaresses (1918-2013), général français.
- Leo McKern (1920-2002), acteur australien.
- Iannis Xenakis (1922-2001), compositeur, architecte et ingénieur gréco-français
- Sammy Davis Jr. (1925-1990), artiste américain.
- Peter Falk (1927-2011), acteur américain.
- Rama IX (1927-2016), roi de Thaïlande (1946-2016).
- Jean-Marie Le Pen (1928-2025), homme politique français.
- Jean-Edern Hallier (1936-1997), écrivain français.
- Jim Harrison (1937-2016), écrivain américain.
- Gordon Banks (1937-2019), footballeur anglais qui évoluait au poste de gardien de but.
- Charles Duchaussois (1940-1991), écrivain français.
- Helmut Marko (1943-), pilote automobile autrichien.
- Alice Walker (1944-), écrivain américain.
- Salman Rushdie (1946-), écrivain américano-britannique d'origine indienne (borgne à la suite d'une attaque terroriste en 2022).
- Gordon Brown (1951-), 76e Premier ministre du Royaume-Uni.
- Marie Colvin (1956-2012), journaliste américaine.
- Yann Collette (1956-), acteur français.
- Momus (1960-), auteur-compositeur britannique.
- Mohammad Omar (1960-2013), chef militaire, chef religieux et homme d'État afghan.
- Billy Collins, Jr. (1961-1984), boxeur professionnel poids welters américain.
- Bushwick Bill (1966-2019), rappeur et acteur américain.
- Salman Radouïev (1967-2002), seigneur de guerre tchétchène (borgne après avoir reçu une balle de sniper explosive (ru) en pleine tête en 1996).
- Mokhtar Belmokhtar (1972-), djihadiste algérien.
- Juan José Padilla (1973-), matador espagnol.
- María de Villota (1980-2013), pilote automobile espagnole, (borgne à la suite d'un accident en 2012, lors d'essais à Duxford).
- Karol Bielecki (1982-), handballeur international polonais.
- Fetty Wap (1991-), rappeur américain.

Une appellation plutôt connue est que les cinéastes américains Ford, Lang, Ray, de Toth, Avery et Walsh furent souvent qualifiés de « borgnes de Hollywood »,.